# Prosopitis

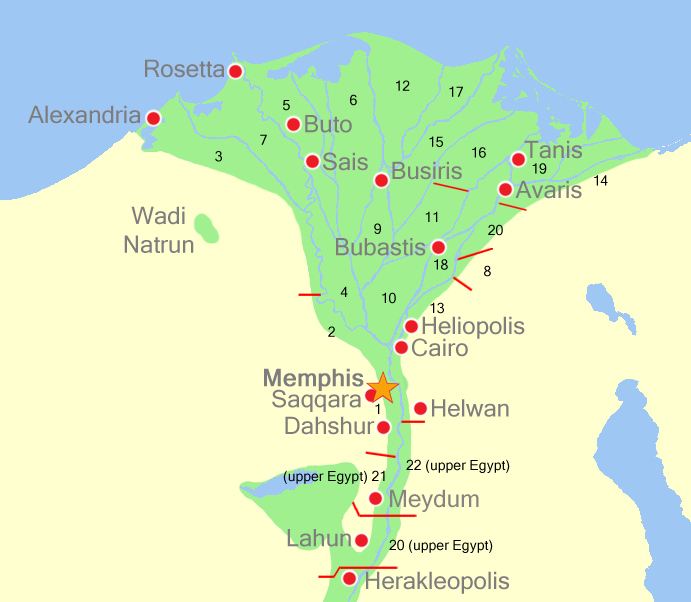
Prosopitis (Nr. 4), in der Spätzeit mit Saites (Nr. 5) zusammengelegt

Prosopitis, altgriechisch Προσωπίτις (Femininum), war im alten Ägypten eine Insel im westlichen Nildelta zwischen der saitischen (Σαϊτικὸν στόμα) und sebennytischen Nilmündung (Σεβεννυτικὸν στόμα), wobei letzterer Arm das Nildelta mitten durchschnitt. Der Name leitet sich ab und entspricht vielleicht der sonst unbekannten Stadt Prosopis (Προσωπίς). Hauptort der Insel war Atarbechis, wo sich ein Aphroditetempel befand und wo wohl auch die ägyptische Göttin Hathor verehrt wurde, was die dortige Bestattung von Stieren, Rindern und sonstigen Haustieren erklärt. Die genaue Lage dieses Ortes ist bis heute unbekannt. Die Insel bildete einen ägyptischen Verwaltungsbezirk (Gau, Nomos) und wurde bewohnt von den Hermotybiern (Ἑρμοτύβιες), einem Teil der ägyptischen Kriegerkaste, die nach Herodot nur das Kriegshandwerk und keine anderen Gewerke betrieben. Auf dieser Insel scheiterte eine der letzten athenischen Kriegsunternehmungen gegen die Perser. Die Athener wollten einen Aufstand der Ägypter gegen die Perser unterstützen und belagerten vergeblich Memphis. Die Athener wurden 453 v. Chr. von dem persischen Feldherrn Megabyzos auf der Insel eingeschlossen und nach 18 Monaten infolge der Umleitung eines Kanals und der so entstandenen Festlandanbindung der Insel 454 v. Chr. von den persischen Landtruppen besiegt.